# Challenger - A30
Challenger – A30 er en britisk kampvogn produceret 1943-1945. Nogle af efterkrigstidens britiske kampvogne bærer også navnet Challenger.

## Udvikling
I 1941 udviklede den engelske hær en ny kraftig panserværnskanon, som blev betegnet "17 pounder" – altså en 17 punds kanon, et mål der knytter sig til vægten af våbnets panserværnsgranat. I december 1941 blev det besluttet at installere det nye våben i en kampvogn, et projekt der senere fik designationen "A30".
Som basis for projektet anvendte man undervognen fra Cromwell-A27-kampvognen, som blev forlænget og fik et ekstra sæt vejhjul monteret. Overbygningen blev gjort bredere og stærkere, så der blev plads til et større tårn, mens andre dele af kampvognens pansring blev reduceret for at spare vægt. På grund af kanonens størrelse blev kampvognens tårn en meget høj affære med lodrette sider, og af vægthensyn blev der sparet kraftigt på pansringen. For at få plads til ammunitionen blev bovmaskingeværet og skytten fjernet til fordel for en pansret kasse til ammunition.
Den første prototype var klar i august 1942, og kampvognen blev testet henover vinteren 1942-43 og fik et temmelig dårligt skudsmål. Kampvognen var for stor, for dårligt pansret, havde for lidt plads til ammunition, og på grund den vanskeligt tilgængelige ammunition var skudkadencen for ringe[kilde mangler]. Alligevel blev der i februar 1943 bestilt 200 Challenger – A30 kampvogne.
På trods af forsøgene på at spare vægt blev Challenger-A30-kampvognen 5,5 tons tungere end Cromwell-A27, hvilket pressede vognens affjedring til det yderste. Da den nye kampvogn var længere, var den også mere vanskelig at styre, hvilket igen gik hårdt ud over affjedring, bælter og vejhjul. Det store, tunge tårn gav også problemer, da det var tungt at dreje, når vognen hældede. Som et kuriosum kan nævnes, at tårnet var udstyret med en løftemekanisme, som gav besætningen mulighed for at dreje tårnet, selv om det var blevet beskadiget ved træffere i tårnringen.
Besætning på Challenger-A30-kampvognen bestod af fem mand. Køreren, som sad i undervognen og kommandøren, skytten og to hjælpere, som sad i tårnet. Det var nødvendigt med to hjælpere på grund af det høje tårn. Den ene skulle fiske ammunitionen op nede fra undervognen og lange den op til den anden hjælper, som ladede kanonen. Med fire mand i tårnet var der meget lidt plads, og ergonomien var i sagens natur ikke særlig god.

## Produktion
Der gik mere end et år, inden de første Challengers kunne rulle ud fra fabrikken i marts 1944. Årsagen til denne langsommelighed er ikke kendt, men var formodentlig, at mange fejl og mangler skulle fjernes, før kampvognen var klar til produktion[kilde mangler].
De 200 Challenger-A30 blev produceret i to omgange hver på 100 køretøjer. Efter at de første 40 køretøjer var bygget, blev pansringen  af kanonblænden forøget fra 60mm til 102mm, og efter at 100 køretøjer var bygget, blev der boltet yderligere 25 mm panser fast på fronten af tårnet og undervognen. Inden kampvognene blev sendt til fronten, blev de udstyret med en metalbøjle foran tårnets nedre kant for at beskytte tårnringen.
Enkelte kampvogne måtte kaldes tilbage fra fronten i oktober 1944 på grund af problemer med justérhjulene, men ellers synes der at have været relativt få problemer med Challenger-A30 i felten[kilde mangler]. 

## Anvendelse
Challenger-A30-kampvogne var tænkt som et supplement til de engelske panserregimenter, der var udstyret med Cromwell-A27-kampvogne. Disses 75mm kanoner havde begrænset virkning mod fjendtlige kampvogne, så Challenger-A30-vognene med deres langt kraftigere bevæbning havde primært til opgave at bekæmpe fjendtligt panser. De første Challengers kom til fronten i Normandiet i Frankrig i juli måned 1944 og fandt primært plads i de engelske panserdivisioners opklaringsregimenter.

## Challenger-A30 i dag
Så vidt vides har kun én Challenger-A30 overlevet til i dag på det hollandske militærmuseum i Overloon. Endvidere findes der et tårn på det engelske pansermuseum i Bovington. 